# Englemania
Englemania is een geslacht van wantsen uit de familie van de Miridae (blindwantsen). Het geslacht werd voor het eerst wetenschappelijk beschreven door José Cândido de Melo Carvalho in 1985.

## Soorten
Het genus bevat de volgende soorten:

- Englemania bicolor Maldonado, 1976
- Englemania lutea Carvalho, 1985
- Englemania panamensis Carvalho, 1985
- Englemania peruana Carvalho, 1985